# فهرست رئیس‌جمهورهای پاکستان

نشان ریاست جمهوری پاکستان

فهرست رئیس‌جمهورهای پاکستان
| #  | نام                           | تصویر | شروع سمت        | پایان سمت       | جناح سیاسی |
| -- | ----------------------------- | ----- | --------------- | --------------- | ---------- |
| ۱  | اسکندر میرزا (۱۸۹۹-۱۹۶۹)      |       | ۲۳ مارس ۱۹۵۶    | ۲۷ اکتبر ۱۹۵۸   | حزب جمهوری |
| ۲  | محمد ایوب خان (۱۹۰۷-۱۹۷۴)     |       | ۲۷ اکتبر ۱۹۵۸   | ۲۵ مارس ۱۹۶۹    | نظامی      |
| ۳  | یحیی خان (۱۹۱۷-۱۹۸۰)          |       | ۲۵ مارس ۱۹۶۹    | ۲۰ دسامبر ۱۹۷۱  | نظامی      |
| ۴  | ذوالفقار علی بوتو (۱۹۲۸-۱۹۷۹) |       | ۲۰ دسامبر ۱۹۷۱  | ۱۳ اوت ۱۹۷۳     |            |
| ۵  | فضل‌اللهی چودری (۱۹۰۴-۱۹۸۲)    |       | ۱۴ اوت ۱۹۷۳     | ۱۶ سپتامبر ۱۹۷۸ |            |
| ۶  | محمد ضیاءالحق (۱۹۲۴-۱۹۸۸)     |       | ۱۶ سپتامبر ۱۹۷۸ | ۱۷ اوت ۱۹۸۸     |            |
| ۷  | غلام اسحاق خان (۱۹۱۵-۲۰۰۶)    |       | ۱۷ اوت ۱۹۸۸     | ۱۸ ژوئیه ۱۹۹۳   |            |
|    | وسیم سجاد                     |       | ۱۸ ژوئیه ۱۹۹۳   | ۱۴ نوامبر ۱۹۹۳  |            |
| ۸  | فاروق لغاری (۱۹۴۰-۲۰۱۰)       |       | ۱۴ نوامبر ۱۹۹۳  | ۲ دسامبر ۱۹۹۷   |            |
|    | وسیم سجاد                     |       | ۲ دسامبر ۱۹۹۷   | ۱ ژانویه ۱۹۹۸   |            |
| ۹  | محمدرفیق تارر (۱۹۲۹-۲۰۲۲)     |       | ۱ ژانویه ۱۹۹۸   | ۲۰ ژوئن ۲۰۰۱    |            |
| ۱۰ | پرویز مشرف (۱۹۴۳-۲۰۲۳)        |       | ۲۰ ژوئن ۲۰۰۱    | ۱۸ اوت ۲۰۰۸     |            |
|    | محمد میان سومورو (۱۹۵۰-)      |       | ۱۸ اوت ۲۰۰۸     | ۹ سپتامبر ۲۰۰۸  |            |
| ۱۱ | آصف علی زرداری (۱۹۵۵-)        |       | ۹ سپتامبر ۲۰۰۸  | ۹ سپتامبر ۲۰۱۳  |            |
| ۱۲ | ممنون حسین (۱۹۴۰-۲۰۲۱)        |       | ۹ سپتامبر ۲۰۱۳  | ۹ سپتامبر ۲۰۱۸  |            |
| ۱۳ | عارف علوی (۱۹۴۹-)             |       | ۹ سپتامبر ۲۰۱۸  | تا کنون         |            |